# Các bức tường Salinillas de Buradon
Các bức tường Salinillas de Buradon (Tiếng Tây Ban Nha: Murallas de Salinillas de Buradon) là các bức tường nằm ở Labastida, Tây Ban Nha. Nó được công nhận là Bien de Interés Cultural năm 1984.